# Barbus pseudotoppini
Barbus pseudotoppini är en fiskart som beskrevs av Seegers, 1996. Barbus pseudotoppini ingår i släktet Barbus och familjen karpfiskar. IUCN kategoriserar arten globalt som sårbar. Inga underarter finns listade.